# Austrolimnophila
Austrolimnophila är ett släkte av tvåvingar som beskrevs av Alexander 1920. Austrolimnophila ingår i familjen småharkrankar.

## Dottertaxa tillAustrolimnophila, i alfabetisk ordning[1][2]
- Austrolimnophila acanthophallus
- Austrolimnophila accola
- Austrolimnophila acutergata
- Austrolimnophila agathicola
- Austrolimnophila agma
- Austrolimnophila aka
- Austrolimnophila albocoxalis
- Austrolimnophila amatrix
- Austrolimnophila analis
- Austrolimnophila anjouanensis
- Austrolimnophila antiqua
- Austrolimnophila arborea
- Austrolimnophila argus
- Austrolimnophila asiatica
- Austrolimnophila aspidophora
- Austrolimnophila atripes
- Austrolimnophila autumnalis
- Austrolimnophila badia
- Austrolimnophila bifidaria
- Austrolimnophila birungana
- Austrolimnophila bradleyi
- Austrolimnophila brevicellula
- Austrolimnophila brevisetosa
- Austrolimnophila bulbulifera
- Austrolimnophila buxtoni
- Austrolimnophila byersiana
- Austrolimnophila candiditarsis
- Austrolimnophila canuta
- Austrolimnophila caparaoensis
- Austrolimnophila chiloeana
- Austrolimnophila chrysorrhoea
- Austrolimnophila claduroneura
- Austrolimnophila claduroneurodes
- Austrolimnophila collessiana
- Austrolimnophila comantis
- Austrolimnophila crassipes
- Austrolimnophila croceipennis
- Austrolimnophila cyatheti
- Austrolimnophila cyclopica
- Austrolimnophila danbulla
- Austrolimnophila delectissima
- Austrolimnophila deltoides
- Austrolimnophila diacanthophora
- Austrolimnophila diffusa
- Austrolimnophila discoboloides
- Austrolimnophila dislocata
- Austrolimnophila distigma
- Austrolimnophila diversipes
- Austrolimnophila duséni
- Austrolimnophila ecalcarata
- Austrolimnophila echidna
- Austrolimnophila elnora
- Austrolimnophila ephippigera
- Austrolimnophila epiphragmoides
- Austrolimnophila erecta
- Austrolimnophila eucharis
- Austrolimnophila eutaeniata
- Austrolimnophila excelsior
- Austrolimnophila exsanguis
- Austrolimnophila fluxa
- Austrolimnophila fulani
- Austrolimnophila fulvipennis
- Austrolimnophila fuscohalterata
- Austrolimnophila geographica
- Austrolimnophila griseiceps
- Austrolimnophila gyldenstolpei
- Austrolimnophila harperi
- Austrolimnophila hausa
- Austrolimnophila hazelae
- Austrolimnophila hoogstraali
- Austrolimnophila horii
- Austrolimnophila illustris
- Austrolimnophila infidelis
- Austrolimnophila inquieta
- Austrolimnophila interjecta
- Austrolimnophila interventa
- Austrolimnophila iris
- Austrolimnophila irwinsmithae
- Austrolimnophila japenensis
- Austrolimnophila joana
- Austrolimnophila jobiensis
- Austrolimnophila kirishimensis
- Austrolimnophila laetabunda
- Austrolimnophila lambi
- Austrolimnophila latistyla
- Austrolimnophila leleupi
- Austrolimnophila leucomelas
- Austrolimnophila lewisiana
- Austrolimnophila linae
- Austrolimnophila lobophora
- Austrolimnophila luteipleura
- Austrolimnophila macrophallus
- Austrolimnophila macropyga
- Austrolimnophila mannheimsi
- Austrolimnophila mantissa
- Austrolimnophila marcida
- Austrolimnophila marshalli
- Austrolimnophila martinezi
- Austrolimnophila maumau
- Austrolimnophila medialis
- Austrolimnophila megapophysis
- Austrolimnophila merklei
- Austrolimnophila michaelseni
- Austrolimnophila microspilota
- Austrolimnophila microsticta
- Austrolimnophila minor
- Austrolimnophila mobilis
- Austrolimnophila multipicta
- Austrolimnophila multiscripta
- Austrolimnophila multitergata
- Austrolimnophila munifica
- Austrolimnophila nahuelicola
- Austrolimnophila natalensis
- Austrolimnophila nebrias
- Austrolimnophila neuquenensis
- Austrolimnophila nigrocincta
- Austrolimnophila nokonis
- Austrolimnophila norrisiana
- Austrolimnophila nympha
- Austrolimnophila obliquata
- Austrolimnophila ochracea
- Austrolimnophila oculata
- Austrolimnophila oroensis
- Austrolimnophila orthia
- Austrolimnophila pacifera
- Austrolimnophila pallidistyla
- Austrolimnophila paraguayana
- Austrolimnophila patagonica
- Austrolimnophila percara
- Austrolimnophila percincta
- Austrolimnophila peremarginata
- Austrolimnophila persessilis
- Austrolimnophila petasma
- Austrolimnophila phantasma
- Austrolimnophila platensis
- Austrolimnophila platyterga
- Austrolimnophila pleurolineata
- Austrolimnophila pleurostria
- Austrolimnophila plumbeipleura
- Austrolimnophila polydamas
- Austrolimnophila polyspilota
- Austrolimnophila praepostera
- Austrolimnophila pristina
- Austrolimnophila proximata
- Austrolimnophila punctipennis
- Austrolimnophila recens
- Austrolimnophila recessiva
- Austrolimnophila relicta
- Austrolimnophila robinsoni
- Austrolimnophila saturnina
- Austrolimnophila schunkeana
- Austrolimnophila septifera
- Austrolimnophila spectabilis
- Austrolimnophila spinicaudata
- Austrolimnophila stemma
- Austrolimnophila stenoptera
- Austrolimnophila sternolobata
- Austrolimnophila strigimacula
- Austrolimnophila striopleura
- Austrolimnophila styx
- Austrolimnophila subinterventa
- Austrolimnophila subpacifera
- Austrolimnophila subpolaris
- Austrolimnophila subsessilis
- Austrolimnophila subunica
- Austrolimnophila subunicoides
- Austrolimnophila subvictor
- Austrolimnophila superstes
- Austrolimnophila tanana
- Austrolimnophila tenuilobata
- Austrolimnophila tergifera
- Austrolimnophila tergofurcata
- Austrolimnophila terpsis
- Austrolimnophila thornei
- Austrolimnophila toxoneura
- Austrolimnophila transvaalica
- Austrolimnophila tremula
- Austrolimnophila trifidula
- Austrolimnophila tsaratananae
- Austrolimnophila tunguraguensis
- Austrolimnophila unica
- Austrolimnophila varitarsis
- Austrolimnophila victor
- Austrolimnophila wilfredlongi
- Austrolimnophila wilhelminae
- Austrolimnophila vivasberthieri
- Austrolimnophila volentis
- Austrolimnophila wygodzinskyi
- Austrolimnophila xanthoptera
- Austrolimnophila yoruba
- Austrolimnophila yumotana